# Libquantum
Libquantum est une bibliothèque logicielle visant à faire des simulations de mécanique quantique, et en particulier de calculateurs quantiques, écrite en C par Björn Butscher et Hendrik Weimer de l'université de Stuttgart.